# Manucho
Manucho, pseudonimo di Alberto Mateus Contreiras Gonçalves (Luanda, 7 marzo 1983), è un calciatore angolano, attaccante del Racing Madrid 1914.

## Caratteristiche Tecniche
Manucho è stato una punta di peso dotato di un'ottima fisicità dovuta alla stazza imponente: ciò ha fatto di lui un vero e proprio riferimento offensivo in grado di proteggere palla e far salire la squadra. Nonostante la grande stazza, era dotato di una buona tecnica di base e di una discreta agilità.

## Carriera

### Club

#### Inizi
Iniziò a giocare nel Flamenguinhos, una squadra giovanile di Luanda, dove viveva. La sua prima squadra professionistica fu il Benfica Luanda, dopodiché passò al Atlético Petróleos Luanda, segnando 16 gol nel 2006 e 15 nel 2007.
Nel dicembre 2007 sostenne un provino di tre settimane con il Manchester United, che decise di tesserarlo dopo il benestare dell'allenatore Sir Alex Ferguson: l'annuncio dell'ingaggio venne dato il 21 dicembre, e a Manucho venne fatto firmare un contratto di tre anni.

#### Panathinaikos
Il 31 gennaio 2008 passò in prestito al Panathīnaïkos fino a fine stagione. Il periodo di prestito iniziò subito dopo l'eliminazione dell'Angola dalla Coppa d'Africa 2008 per mano dell'Egitto.
Esordisce con gol nella vittoria casalinga contro il Larissa (2-0). Il Panathanaikos concluse il campionato al terzo posto, qualificandosi ai play-off per l'accesso alle coppe europee. Manucho segnò 3 gol in questo mini-torneo a sei squadre, aiutando la squadra a vincere il suo gruppo ed a qualificarsi per il secondo turno preliminare della Champions League 2008-2009.

#### Manchester United
Finito il prestito torna al Manchester United, che gli rinnova il permesso di soggiorno.
Esordisce con i Red Devils il 23 settembre 2008 in Middlesbrough-Manchester United 1-3, valida per il terzo turno di qualificazione alla Coppa di Lega
inglese. Il suo debutto in campionato arriva nel 15 novembre 2008 contro lo Stoke, dove aiuta Danny Welbeck a segnare il quarto gol nella partita vinta dallo United per 5-0. Per guadagnare più esperienza in Premier League viene ceduto in prestito alla neo-promossa Hull City fino al termine della stagione 2008-09.

#### Hull City
Esordisce con la nuova maglia il 17 gennaio 2009 nella sconfitta casalinga per 3–1 contro l'Arsenal, entrando dalla panchina al posto dell'ungherese Péter Halmosi. Il suo primo gol arriva nei minuti finali dell'incontro contro il Fulham, dove segna il gol vittoria.

### Nazionale
Con la Nazionale angolana ha partecipato alla Coppa d'Africa 2008 in Ghana, segnando 4 gol in tutta la competizione. Alla fine del torneo viene incluso in una speciale formazione dei migliori giocatori della competizione.

## Palmarès

### Individuale
- Capocannoniere della Coppa d'Africa: 1

2012